# Agrón
Agrón ist eine Gemeinde in der Provinz Granada im Südosten Spaniens mit 244 Einwohnern (Stand: 2024). Die Gemeinde liegt in der Comarca Alhama.

## Geografie
Die Gemeinde grenzt an  Ventas de Huelma, Escúzar, Alhendín, Jayena, Arenas del Rey and Cacín.

## Bevölkerung
Nach der Mechanisierung der Landwirtschaft geriet Agrón in eine tiefe Krise und die Bevölkerung nahm seit 1960 kontinuierlich ab, als es zu einer massiven Abwanderung in andere Teile des Landes und ins Ausland kam. Heute zählt Agrón zu den bevölkerungsärmsten Gemeinden der Provinz Granada.

## Geschichte
Der lateinische Name „Agrum“, der „Feld“ bedeutet, verweist auf die landwirtschaftliche Tätigkeit, die im Laufe der Geschichte die Lebensgrundlage der Einwohner bildete. Die Gemeinde ist, was die geschichtliche Entwicklung angeht, eng mit Alhama de Granada verbunden und hat wie alle anderen in diesem Gebiet die Zeiten des Römischen Reiches, die lange muslimische Herrschaft, die anschließende Christianisierung nach dem Granada-Krieg und im 19. Jahrhundert und die Anwesenheit napoleonischer Truppen während des Unabhängigkeitskrieges erlebt.